# IL-2 Sturmovik: 1946
IL-2 Sturmovik: 1946 (titre souvent raccourci en IL-2: 1946) est aussi bien une extension qu'une compilation d'extensions du simulateur de combat aérien IL-2 Sturmovik. Développé par Maddox Games et distribué par Ubisoft en 2006, IL-2 Sturmovik: 1946 permet au joueur de représenter les combats aériens de la Seconde Guerre mondiale.

## L'extension: contenu et mise sur le marché
L'extension dont la compilation prend le titre 1946 est sortie en décembre 2006 sous forme de contenu téléchargeable uniquement, de même que les extensions Sturmoviks over Manchuria (simultanément en décembre 2006) et Pe-2 (cette dernière étant déjà disponible depuis mai 2006).
L'extension 1946 part du principe, fictif et uchronique, que la Seconde Guerre mondiale continue en l'an 1946 et qu'il est alors possible de piloter des appareils qui en réalité n'ont jamais dépassé l'étape de la planche à dessin, tels que le He Lerche ou le FW Ta 183.

## La compilation: contenu et mise sur le marché
La compilation IL-2 Sturmovik: 1946 fut mise en vente en décembre 2006 dans un format de double DVD contenu dans un étui, un DVD pour l'installation du jeu et un deuxième DVD de bonus. Ubisoft sortit cet étui dans les magasins et centres commerciaux le 7 décembre 2006 en Europe et en Australie, et le 13 mars 2007 en Amérique du Nord. En installant le DVD le joueur acquiert toute la série IL-2 telle que publiée jusqu'en décembre 2006, avec tous les patches et toutes les extensions (version 4.07).
Le DVD contenant les bonus porte sur celui qui en 2006 allait être le titre suivant de Maddox Games, Storm of War: The Battle of Britain, mais ce simulateur est finalement sorti en mars 2011 sous le titre IL-2 Sturmovik: Cliffs of Dover.

## Accueil
Le jeu a rencontré des critiques positives dès sa sortie. Le site spécialisé Metacritic donna à IL-2 Sturmovik: 1946 un score de 86 sur 100 et le site GameRankings lui donna 85,38%.